# Borussia Verein für Leibesübungen 1900 Mönchengladbach (femminile)
Il Borussia Verein für Leibesübungen 1900 Mönchengladbach, noto più semplicemente come Borussia VfL 1900 Mönchengladbach Frauen o Borussia Mönchengladbach, è una squadra di calcio femminile professionistico tedesca, sezione femminile dell'omonimo club con sede a Mönchengladbach, città extracircondariale nel land del Renania Settentrionale-Vestfalia. Istituita nel 1995, milita nella Fußball-Regionalliga, terza serie del campionato tedesco.
I maggiori risultati ottenuti sono il 1º posto ottenuto nel girone Nord in 2. Frauen-Bundesliga, conquistato al termine della stagione 2017-2018, e il secondo turno nelle edizioni 2011-2012, 2012-2013 e 2015-2016 della DFB-Pokal der Frauen, la Coppa di lega femminile della Germania.

## Palmarès
- Campionato tedesco di seconda divisione: 1

2015-2016, 2017-2018

## Organico

### Rosa 2018-2019
Rosa e ruoli come da sito ufficiale, aggiornati al 20 agosto 2018.
| N. |                     | Ruolo | Calciatrice          |
| -- | ------------------- | ----- | -------------------- |
|    | Germania (bandiera) | P     | Lisa Venrath         |
|    | Germania (bandiera) | P     | Michelle Wassenhoven |
|    | Germania (bandiera) | P     | Annalena Janssen     |
|    | Germania (bandiera) | D     | Kerstin Bogenschütz  |
|    | Germania (bandiera) | D     | Alina Busshuven      |
|    | Germania (bandiera) | D     | Carolin Corres       |
|    | Germania (bandiera) | D     | Kim Everaerts        |
|    | Germania (bandiera) | D     | Vanessa Fürst        |
|    | Germania (bandiera) | D     | Madita Giehl         |
|    | Germania (bandiera) | D     | Julia Koj            |
|    | Germania (bandiera) | D     | Anne Cathrine        |
|    | Germania (bandiera) | D     | Jana Schwanekamp     |
|    | Germania (bandiera) | D     | Sandra Starmanns     |
|    | Germania (bandiera) | C     | Pia Beyer            |
|    | Germania (bandiera) | C     | Amelie Bohnen        |

| N. |                        | Ruolo | Calciatrice          |
| -- | ---------------------- | ----- | -------------------- |
|    | Germania (bandiera)    | C     | Pauline Dallmann     |
|    | Germania (bandiera)    | C     | Emily Evels          |
|    | Germania (bandiera)    | C     | Kelsey Geraedts      |
|    | Germania (bandiera)    | C     | Magdalena Jakober    |
|    | Giappone (bandiera)    | C     | Keiko Kodama         |
|    | Germania (bandiera)    | C     | Paula Petri          |
|    | Germania (bandiera)    | C     | Isabel Schenk        |
|    | Paesi Bassi (bandiera) | C     | Amber van Heeswijk   |
|    | Germania (bandiera)    | C     | Vanessa Wahlen       |
|    | Germania (bandiera)    | A     | Sarah Abu Sabbah     |
|    | Germania (bandiera)    | A     | Kyra Densing         |
|    | Germania (bandiera)    | A     | Valentina Oppedisano |
|    | Germania (bandiera)    | A     | Kelly Simons         |
|    | Germania (bandiera)    | A     | Michelle Sinz        |

### Staff tecnico 2018-2019
Staff tecnico come da sito ufficiale.
- René Krienen - Allenatore
- Bart Denissen - Allenatore in seconda
- Josef Anders - Allenatore dei portieri
- Mike Roumimper - Preparatore atletico
- Christina Dahlem - Fisioterapista